# 앤디 샘버그
앤디 샘버그(Andy Samberg, 1978년 8월 18일~)는 미국의 코미디언, 배우, 영화 제작자이자 가수이다. 풀 네임은 앤드류 데이비드 샘버그(Andrew David Samberg)이다. 미국 개가수(개그맨+가수)인 론리 아일랜드에서 활동했다. 미국 SNL에서 2005년부터 2012년까지 출연했으며, 이 시기 동료들과 함께 SNL의 온라인 영상들을 만드는데 기여했다.
앤디 샘버그는 호텔 트랜실바니아1, 2 등 여러 영화에 출연했으나, TV 시트콤 <브루클린 나인나인>에서 주인공 제이크 페럴타 역할을 맡으면서 큰 성공을 거뒀고 이 역할로 2014년 골든글로브 시상식에서 텔레비전 시리즈 뮤지컬/코미디 부문 베스트 액터 상을 수상했다.

## 작품 목록
- 아기배달부 스토크
- 팜스프링스 - 나일스 역